# Jenny Wright
Jennifer G. Wright, detta Jenny (New York, 23 marzo 1962), è un'attrice statunitense.

## Carriera
Dopo aver iniziato a lavorare giovanissima a teatro e come modella per artisti come Antonio Lopez e Salvador Dalí, fa il suo esordio nel cinema nel ruolo di Cushie in Il mondo secondo Garp (1982), e nello stesso anno compare anche in Pink Floyd - The Wall (1982), nei panni di una groupie americana.
Fra la fine degli anni ottanta e l'inizio degli anni novanta interpreta vari ruoli, principalmente in teen movie come The Wild Life (1984) e St. Elmo's Fire (1985), e film horror come Il buio si avvicina (1987) e Sola... in quella casa (1989), per il quale viene anche candidata come migliore attrice ai Saturn Award. Fra gli altri film da lei interpretati, Young Guns II - La leggenda di Billy the Kid (1990) e Il tagliaerbe (1992).

## Vita privata
Ha avuto una relazione con l'attore Nicolas Cage negli anni ottanta.

## Filmografia parziale
- Il mondo secondo Garp (The World According to Garp), regia di George Roy Hill (1982)
- Pink Floyd The Wall, regia di Alan Parker (1982)
- The Wild Life, regia di Art Linson (1984)
- St. Elmo's Fire, regia di Joel Schumacher (1985)
- La morte alle calcagna (Out of Bounds), regia di Richard Tuggle (1986)
- Il buio si avvicina (Near Dark), regia di Kathryn Bigelow (1987)
- Sola... in quella casa (I, Madman), regia di Tibor Takács (1989)
- Twister, regia di Michael Almereyda (1989)
- Young Guns II - La leggenda di Billy the Kid (Young Guns II), regia di Geoff Murphy (1990)
- Come fare carriera... molto disonestamente (A Shock to the System), regia di Jan Egleson (1990)
- Sognando Manhattan (Queens Logic), regia di Steve Rash (1991)
- Il tagliaerbe (The Lawnmower Man), regia di Brett Leonard (1992)

## Doppiatrici italiane
- Emanuela Rossi in Il buio si avvicina
- Giuppy Izzo in Il tagliaerbe